# Gail Kopplin
Gail F. Kopplin (* 20. Mai 1939 in Sterling, Nebraska; † 13. Januar 2021) war ein US-amerikanischer Politiker und Schulrat.
Kopplin studierte am Peru State College (Bachelor of Education) und an der University of Nebraska-Lincoln (Master of Education). Nach seinem Abschluss 1968 trat er in den Schuldienst der Stadt Gretna ein. Er begann als Grundschullehrer und hatte in den folgenden Jahren verschiedene Funktionen in der Schulverwaltung Gretnas inne. Ab 1985 war Kopplin Oberschulrat (Superintendent) für den Schulbezirk Gretna, dieses Amt übte er vierzehn Jahre lang aus.
Neben seiner eigentlichen beruflichen Tätigkeit war Gail Kopplin in verschiedenen Gremien wie der Handelskammer von Gretna oder der Nebraska Association of School Administrators aktiv. 2004 kandidierte er im 3. Wahlbezirk um einen Sitz im Parlament von Nebraska. Er besiegte Amtsinhaber Ray Mossey mit 62,28 % der Stimmen. Kopplin war von 2005 bis Ende 2008 Staatssenator. Im November 2008 unterlag Koppling mit 47,32 % seinem Wahlkonkurrenten Scott Price.